# Colle San Zeno
Der Colle San Zeno oder Colle di San Zeno ist ein 1418 Meter hoher Gebirgspass in den italienischen Alpen. Er befindet sich in der Region Lombardei und verbindet die Gemeinden Pezzaze im Osten mit Pisogne im Westen.

## Lage und Auffahrten
Der Colle San Zeno befindet sich in der Provinz Brescia nordöstlich des Iseosee und führt über die Adamello-Presanella-Alpen. Er verbindet das Val Trompia über eine schmale Straße mit dem Valcamonica.
Die Ostauffahrt beginnt in Lavone und weist auf einer Länge von 13,9 Kilometern eine durchschnittliche Steigung von 6,6 % auf. Die ersten 3,5 Kilometer führen nach Pezzazole und weisen geringe Steigungsprozente von weniger als 5 % auf. Im Anschluss beginnt die Straße deutlich stärker anzusteigen und es wechseln sich längere steilere Abschnitte mit zwei kurzen Flachstücken ab. Rund vier Kilometer vor der Passhöhe wird eine Kilometer mit einer Durchschnittssteigung von mehr als 10 % erreicht. Die schmale Straße führt großteils über mehrere Kurven durch dicht bewaldetes Gebiet.
Die Westauffahrt von Pisogne ist mit 17,2 Kilometern nicht nur länger, sondern weist mit 7,1 % auch eine höhere Durchschnittsteigung auf. Bereits auf den ersten vier Kilometern werden Kilometerschnitte von fast 10 % erreicht, ehe die Straße bei der Abzweigung nach Pontasio für 1000 Meter etwas abflacht. Die Auffahrt erfolgt jedoch über Fraine, das sich im nächsten sechs Kilometer langen Abschnitt befindet, in dem die Steigungsprozente bei rund 8 % liegen. Bei Palotto folgen 1500 flachere Meter, ehe die Steigung auf den letzten vier Kilometern kaum unter 8 % fällt. Erst die letzten 500 Meter sind mit 4 % im Schnitt deutlich flacher.

## Radsport
Im Jahr 2024 wurde der Colle San Zeno auf der 15. Etappe erstmals vom Giro d’Italia überquert. Die Ostauffahrt wurde als Bergwertung der 2. Kategorie klassifiziert, wobei Christian Scaroni die Passhöhe als Erster erreichte.
| Jahr | Etappe     | Bergwertung  | Erster am Gipfel  | Auffahrt |
| ---- | ---------- | ------------ | ----------------- | -------- |
| 2024 | 15. Etappe | 2. Kategorie | Christian Scaroni | Ost      |